# Bretea Română, Hunedoara
Bretea Română este satul de reședință al comunei cu același nume din județul Hunedoara, Transilvania, România.

## Imagini

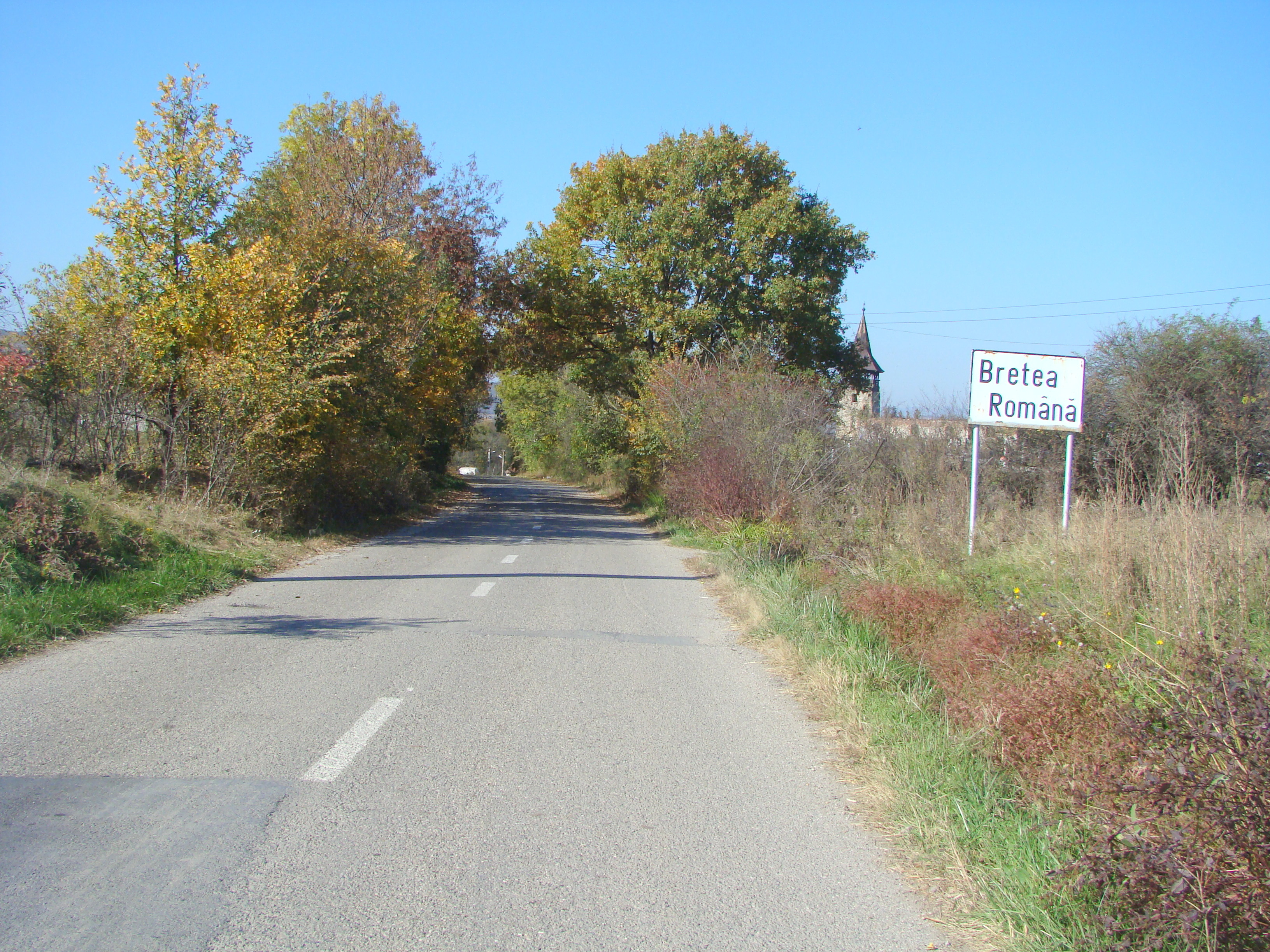
Intrarea în localitate
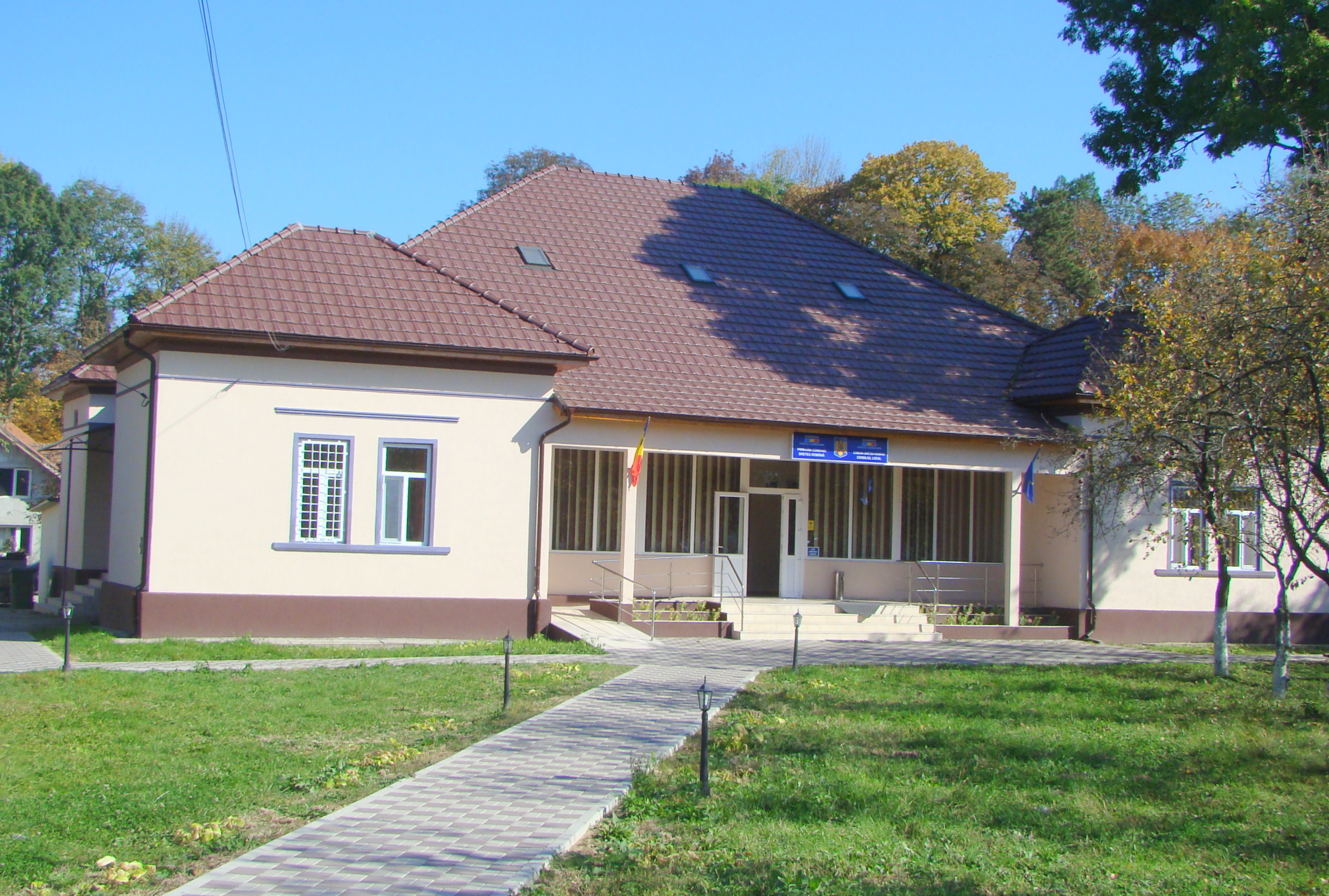
Primăria
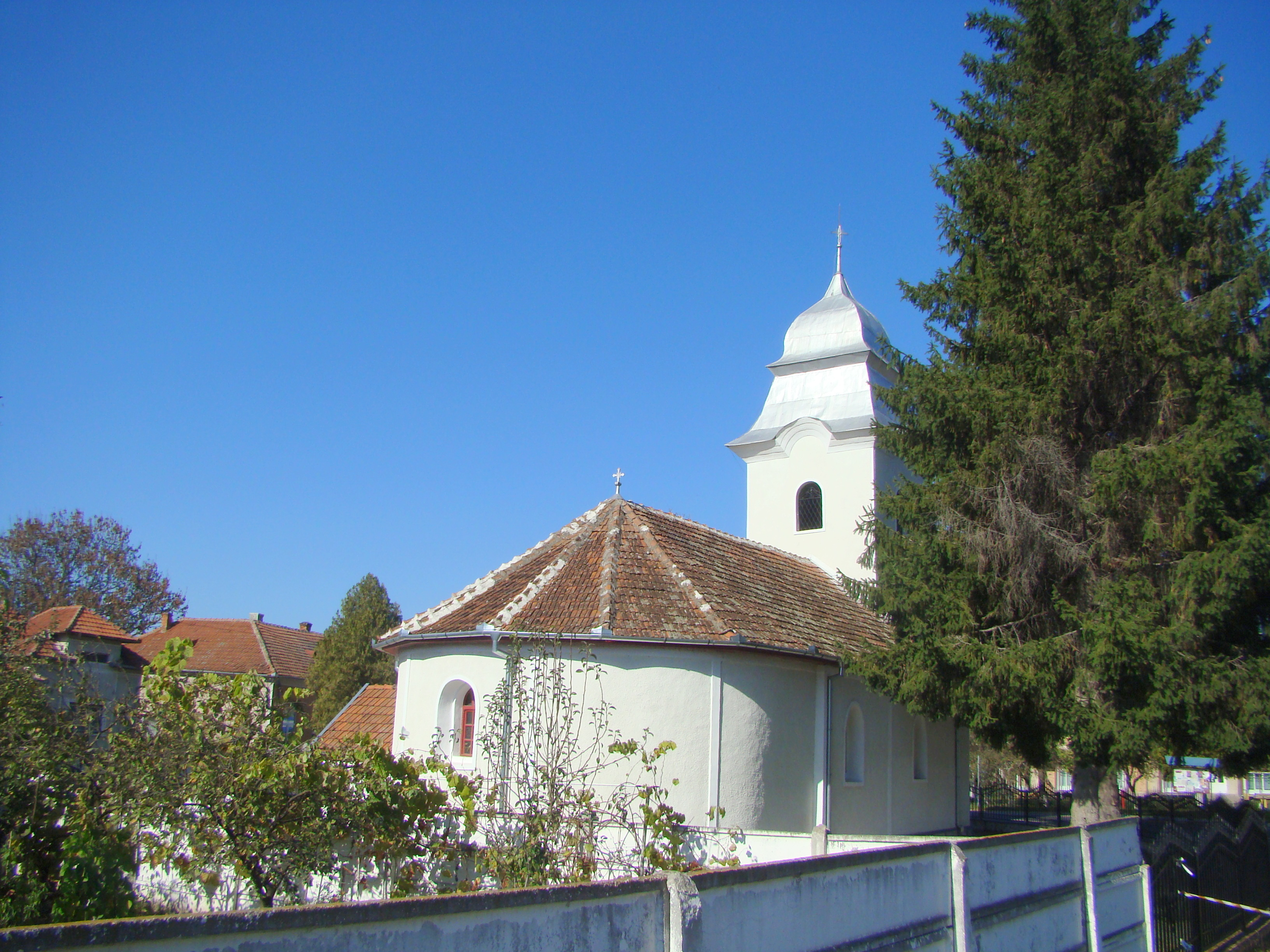
Biserica „Sfinții Arhangheli Mihail și Gavriil” (1720)